# مارك بيرسون
مارك بيرسون (بالإنجليزية: Mark Pearson)‏ (28 أكتوبر 1939 في المملكة المتحدة - 2 سبتمبر 2023) هو لاعب كرة قدم بريطاني في مركز مهاجم داخلي. لعب مع شيفيلد وينزداي ومانشستر يونايتد ونادي فولهام ونادي هاليفاكس تاون وباك أب بورو ‏.

## وصلات خارجية
- مارك بيرسون على موقع قاعدة بيانات كرة القدم.إي يو (الإنجليزية)